# Ona Batlle
Pour les articles homonymes, voir Batlle.
Ona Batlle, née le 10 juin 1999 à Vilassar de Mar en Espagne, est une footballeuse internationale espagnole, qui joue au poste d'arrière latérale au FC Barcelone.

## Biographie
Avec les moins de 17 ans, elle participe à la Coupe du monde féminine des moins de 17 ans en 2016. Lors de ce mondial organisé en Jordanie, elle joue cinq matchs. L'Espagne se classe troisième du tournoi, en battant le Venezuela lors de la « petite finale ».
Elle participe ensuite à la Coupe du monde féminine des moins de 20 ans en 2018. Lors de ce mondial organisé en France, l'Espagne s'incline en finale face au Japon.
Elle reçoit sa première sélection en équipe d'Espagne le 17 mai 2019, lors d'un match amical contre le Cameroun. En 2023, la latéral, originaire de Vilassar de Mar signe un contrat avec le Club blaugrana jusqu'au 30 juin 2026.

## Palmarès

### En club
Manchester United
- Finaliste de la Coupe d'Angleterre en 2023.
- FC Barcelone
- 1 Champions League
- 2 liga
- 1 supercopa
- 2 copa de la reina

### En sélection
- Vainqueur du Championnat d'Europe féminin des moins de 17 ans en 2015 avec l'équipe d'Espagne des moins de 17 ans
- Finaliste du Championnat d'Europe féminin des moins de 17 ans en 2016 avec l'équipe d'Espagne des moins de 17 ans
- Troisième de la Coupe du monde féminine des moins de 17 ans en 2016 avec l'équipe d'Espagne des moins de 17 ans
- Vainqueur du Championnat d'Europe féminin des moins de 19 ans en 2017 avec l'équipe d'Espagne des moins de 19 ans
- Finaliste de la Coupe du monde féminine des moins de 20 ans en 2018 avec l'équipe d'Espagne des moins de 20 ans
- Vainqueur de la Coupe du monde féminine de football en 2023 avec l'équipe d'Espagne
- Vainqueur de la Ligue des Nations féminine de football en 2023 avec l’équipe d’Espagne

### Distinctions individuelles
- Membre de l'équipe type de Women's Super League en 2023[4]